# Goshénite
La goshénite est une variété de béryl, possédant les mêmes propriétés et provenant de beaucoup de gisements de béryl.

## Inventeur et étymologie
Elle fut décrite en 1844 par Shepard et tient son nom de sa localité-type, Goshen, dans le Massachusetts, aux États-Unis.

## Utilité
D'un éclat assez vif ; malgré son absence de couleur, elle peut être taillée à facettes comme pierre fine.